# Anders Hahr
Anders Henriksson Hahr, född 18 oktober 1764 i Stockholm, död 14 april 1845 i Mariefred, var en svensk brukspatron och arrendator av Ultuna kungsgård.
Han var son till superkargören vid Ostindiska kompaniet Henrik Wilhelm Hahr (1724–1794) och Catharina Magdalena Rothstein (1742–1820) samt gift med generalkonsul Peter Johansson Rahlings (1728–1776) dotter Anna Maria Petersdotter Rahling (1771–1812). Han var far till nio barn bland dessa märks skolföreståndaren Maria Magdalena Schenson, fältkamreren Anders Christoffer Hahr (1792–1866) och militären August Hahr. Han uppges 1788 ha haft ett förhållande med Fredrik Adolfs älskarinna Sophie Hagman, medan hertigen var i Finland. Denne hindrade dem emellertid från att gifta sig. Från 1790 till 1806 ägde han Signhildsberg i Håtuna, Uppsala och han arrenderade Ultuna kungsladugård 1792–1818. Där råkade han i långvarig rättsprocess med gårdens torpare, vilkas arbetsskyldighet han försökte utöka. 